# Miscast
miscast（ミスキャスト）は、日本の女性アイドルグループ。2022年1月までHYPER MEDIA NEET所属。2022年3月15日からメンバーによる自主プロデュースとなり「MAZE」（発音：メイズ）を名乗る。

## 概要
愛知・名古屋を拠点に活動していたヴィジュアル系ロックアイドルユニット「the mistress」の後継ユニットとして発足。the mistressから一部楽曲を引き継ぐもコンセプトを一新し、エレクトロニコア系サウンドとツインスクリームの組み合わせによるピコリーモを主軸に、ダンサブル且つメロディアスな幅広い音楽性を特徴とする。
サウンドプロデュースは、THREE LIGHTS DOWN KINGSのu-ya、2020年2月から元Fear, and Loathing in Las VegasのSxun、同年7月からHER NAME IN BLOOD（21年7月解散）のDAIKIが参加。 名古屋最大級のアイドルフェス「mistFES」を主催した。

## メンバー
| 名前   | 誕生日   | 担当                         | 備考                                                                             |
| ------ | -------- | ---------------------------- | -------------------------------------------------------------------------------- |
| ichika | 3月15日  | クリーンボイス、ラップ       | 元the mistress（いちご名義）                                                     |
| えむこ | 5月10日  | 低音グロウル、クリーンボイス | 元Checkmate （HTM名義） 元KING∞RAGE （えむこ名義）                               |
| うたげ | 10月25日 | 高音シャウト、クリーンボイス | 元XTEEN（六苑あんず名義） 元僕らが滅んだら、いつか青く見える。（六音うたげ名義） |
| Taki   | 8月11日  | ハイトーンクリーンボイス     | 2019年9月加入                                                                    |

### バンドメンバー
| 名前      | 使用楽器     | 備考                                             |
| --------- | ------------ | ------------------------------------------------ |
| sxun      | 上手側ギター | P.L.W.STUDIOS、元Fear, and Loathing in Las Vegas |
| SATOJI    | 下手側ギター | GOODBYE TO THE HERO                              |
| Toshihiro | ベース       | 元my-Butterfly、PassCodeバンドマスター           |
| TK        | ベース       | WHISPER OUT LOUD 2021年08月11日まで同行。        |
| Hiroki    | ドラムス     | C-GATE                                           |

## 来歴

### 2019年
- 06月01日 – 中日スポーツの全面広告にて、プレデビュー発表。
- 06月07日 – 名古屋・RAD HALLで開催された「mistFES前夜祭」で、えむこ、ichika、うたげ、肉寿司の4人体制でプレデビュー。[4]
- 06月26日 - 初の東京遠征、渋谷DESEOで開催された「SHIBUYA MUSIC POWER vol.74」に出演。
- 07月01日 - 初の大阪遠征、WAXXで「miscast大阪不定期公演Vol.1」を開催。
- 09月01日 - NAGOYA ReNY limitedで開催された「DORA★live」での公演をもって、肉寿司が卒業。
- 09月04日 - 代々木公園・野外音楽堂で行われた「Idol campus」からTakiが加入し、本格始動。[5]
- 11月09日 - 広島CLUB QUATTROで開催された「きみやみ2周年プレイベント」で初の広島ライブ。
- 11月30日 - 初の海外公演となるShining Star Project番外編「台南出張」に出演。
- 12月19日 - TEATRO西金沢で開催された「蜂蜜皇帝★石川不定期公演」で初の金沢ライブ。

### 2020年
- 01月19日 - EIMIEとのバンドセットによる2マンツアー「ヤバスギルkill -SPECIAL EDITION-」をRAD HALLを皮切りに東名阪で開催。[6]
- 02月01日 - 「でらロックフェスティバル2020」に出演。同日、サウンドプロデューサーとしてSxunが参加することを発表。[7]
- 02月10日 - 「さっぽろ雪まつりLIVEPRO FESTIVAL2020ミニ」に出演。
- 03月01日 - 福岡Pocketで開催された「きゅーアイ的な歌祭りスペシャル」出演。
- 06月13日14日 - 「mistFES2020」が新型コロナウイルス感染症拡大の影響により開催中止。
- 06月21日 - 名古屋・RAD HALLで1stワンマンライブ「ONE」を、新型コロナウイルスの影響により参加者を東海地区に限定して開催。

### 2021年
- 02月07日 - でらロックフェスティバル2021にて初のメインステージとなる名古屋DIAMOND HALLにて出演。4月30日に2ndワンマンライブの開催、6月27日に1stワンマンの振替公演となる「Revenge」の開催が決定。
- 04月02日 - Taki、うたげの新型コロナウイルスの陽性を発表[8]。
- 04月06日 - メンバーの新型コロナウイルス感染に伴う活動休止中、音源未発表だったTHE DESTROYER : [catastrophe] 、ストレスフリースタイル feat.DAIDAI from Paledusk、ANIMUSの連続デジタル・リリースを発表[9]。
- 04月30日 - 新型コロナウイルスの感染拡大に伴う三度目の緊急事態宣言を受け、急遽2ndワンマンライブは無観客での開催となった[10]。

### 2022年
- 01月23日 - メンバーとマネージャーがHYPER MEDIA NEETからの独立を発表[1]。
- 03月11日 - HYPER MEDIA NEETがメンバーとの契約解除と、4月30日の活動終了を発表[11]。
- 03月15日 - HYPER MEDIA NEETが「GIANT KONG」のMVを公開[12]。4月12日に音楽サイトで配信予定。
- 03月15日 - グループ名称を「MAZE」と改名。[13][14][15]。

### 2024年
- 3月20日 - 2024年9月末をもって現体制を終幕することを発表[16]。

## 作品

### 配信限定シングル
| #  | 発売日         | タイトル                                                      | 規格品番 | 収録曲                              | 順位 | 備考                             |
| -- | -------------- | ------------------------------------------------------------- | -------- | ----------------------------------- | ---- | -------------------------------- |
| 1  | 2020年03月27日 | ミッドナイト・スルー・ザ・ナイト                              | 配信     | 1. ミッドナイト・スルー・ザ・ナイト | ー   |                                  |
| 2  | 2020年04月20日 | S.O.S                                                         | 配信     | 1. S.O.S                            | ー   |                                  |
| 3  | 2020年04月30日 | Mythology                                                     | 配信     | 1. Mythology                        | ー   |                                  |
| 4  | 2020年05月19日 | ENDLESS SUMMER FANTASY                                        | 配信     | 1. ENDLESS SUMMER FANTASY           | ー   |                                  |
| 5  | 2020年08月10日 | ULTIMATE GORILLA BOMBER (feat. DAIKI)                         | 配信     | 1. ULTIMATE GORILLA BOMBER          | ー   | DAIKI(HER NAME IN BLOOD)との共作 |
| 6  | 2020年09月14日 | Flask of grass                                                | 配信     | 1. Flask of grass                   | ー   |                                  |
| 7  | 2021年02月07日 | 共鳴Syndrome                                                  | 配信     | 1. 共鳴Syndrome                     | ー   |                                  |
| 8  | 2021年04月07日 | THE DESTROYER : [catastrophe] feat. Cazqui's Brutal Orchestra | 配信     | 1. THE DESTROYER : [catastrophe]    | ー   |                                  |
| 9  | 2021年04月11日 | ストレスフリースタイル feat.DAIDAI from Paledusk              | 配信     | 1. ストレスフリースタイル           | ー   |                                  |
| 10 | 2021年04月15日 | ANIMUS                                                        | 配信     | 1. ANIMUS                           | ー   |                                  |

### EP
| # | 発売日        | タイトル  | 規格品番                     | 収録曲                                                                          | 順位 | 備考 |
| - | ------------- | --------- | ---------------------------- | ------------------------------------------------------------------------------- | ---- | ---- |
| 1 | 2019年12月5日 | miscast   | 配信                         | 1. HATE 2. H-ole(∞2STEP-MIX) 3. JUST LIKE DANCE 4. Would you kill yourself now? | ー   |      |
| 2 | 2020年1月6日  | 23:00PM   | 配信                         | 1. 23:00PM 2. raison d'etre                                                     | ー   |      |
| 3 | 2020年6月     | Brainwash | クラウドファンディング限定EP | 1. Brainwash 2. Ambitious! 3. DECiSION 4. Too Noisy! Too Noetic!                | ー   |      |